# Centro de Ciencias de Sinaloa
El Centro de Ciencias de Sinaloa es un organismo público con los propósitos de apoyar al sector educativo en la enseñanza y aprendizaje de las ciencias naturales y exactas y de la técnica, de colaborar con el sector productivo en los proyectos de adecuación de tecnología, de fortalecer el sistema estatal y de investigación científica y tecnológica y de fomentar la cultura científica de la población. Este Centro es un instrumento valioso para apoyar los procesos educativos y culturales del pueblo, y pretende influir en la matrícula escolar de las disciplinas derivadas de las ciencias naturales y exactas para apoyar el proceso de modernización que vive el país, acercando al joven a enfoques interactivos, críticos e integrales sobre los mecanismos tecnológicos de los procesos de producción. Es una nueva institución en el vasto panorama cultural del Estado que se crea como espacio para que los niños y jóvenes estudiantes tengan la oportunidad de conocer los avances científicos y tecnológicos, se recreen en sus principios y comprendan la posición del hombre en la Tierra y el Universo. Asimismo, pretende despertar inquietudes en los estudiantes hacia la creación científico-tecnológica y propone que los diversos sectores de nuestra sociedad puedan ver de otra manera el bagaje científico y tecnológico que nos han legado los siglos.

## Historia
El 12 de junio de 1992, se creó como un organismo público descentralizado del Poder Ejecutivo Estatal, bajo el gobierno de Francisco Labastida Ochoa, quién concibió esta idea en 1991. El primer director del Centro de Ciencias de Sinaloa fue el Doctor Antonio Mora Stephenson, el mandó traer el famoso meteorito de Bacubirito. Este Centro nació bajo la política de Modernización Educativa de 1984-1989, la cual señala la implazable necesidad de otorgar a la educación un carácter integral, en cuya tarea se habrán de combinar los sistemas escolarizados con los sistemas más abiertos, buscando encontrar el justo equilibrio entre los conocimientos teóricos y prácticos enriqueciendo y estimulando la investigación educativa y la utilización idónea de la tecnología avanzada vinculada con las necesidades reales de la comunidad y el aparato productivo, así como también la necesidad de impulsar la creación de bibliotecas, talleres y laboratorios donde los estudiantes complementen su formación y participen en tareas productivas. Nace también con la finalidad de fomentar las tareas de investigación e innovación para sembrar la semilla de la cultura y la ciencia en todos los niveles del sistema, y para promover y difundir la ciencia y la tecnología mejorando así las condiciones de vida. 

## Modernización
El 13 de febrero de 2018, el Centro de Ciencias de Sinaloa, con una inversión de 150 millones de pesos, inició la modernización total de sus instalaciones por primera vez desde 1992. Esta modernización se desarrolla en tres etapas a cargo del arquitecto Alberto Kalach que afirma, según las especificaciones del proyecto, el Centro de Ciencias de Sinaloa ofrecerá una experiencia holística de alta calidad, buscando fomentar la participación, análisis y creatividad de los visitantes.
Tras una gran gestión del Gobernador Quirino Ordaz Coppel a través del Centro de Ciencias de Sinaloa, el nuevo Museo de Ciencia oficialmente es el único en el mundo en tener una réplica del Deep Space 8K patentado por Ars Electronica de Linz, Austria.
En el Cubo Negro vivirás experiencias inmersivas con la ciencia, arte, tecnología, historia, música, y servirá como un laboratorio de experimentación open source en el que podrás desarrollar tus habilidades como creador de contenidos.
Uno de los espacios experimentales que tendremos en el nuevo Museo de Ciencia de Sinaloa es el STEAM Modas, en él se abordará la moda a través de la ciencia, tecnología, ingeniería, arte y matemáticas, buscando empoderar a las niñas en la selección de carreras con ingenierías, ciencias y tecnología para su futuro.